# Bullet Witch
Bullet Witch – strzelanka trzecioosobowa wyprodukowana przez studio Cavia na konsolę Xbox 360. Początkowo została wydana w Japonii 27 lipca 2006 roku, później 27 lutego 2007 roku w Stanach Zjednoczonych i 6 marca w Europie. Akcja gry rozgrywa się w roku 2007, gdy na Ziemi pojawia się armia demonów.

## Rozgrywka
Bullet Witch to strzelanka, w której gracz kontroluje wiedźmę o imieniu Alicia Claus z perspektywy trzeciej osoby. Postać może używać broni palnej, a także czarów. Po zakończeniu każdego poziomu, gra pokazuje liczbę zabitych wrogów i czas w jakim skończono misję. Po uzyskaniu odpowiednich wyników odblokowywane są nowe umiejętności i rodzaje broni.

## Odbiór
Bullet Witch zebrało zróżnicowane oceny od recenzentów zbierając średnią ocen 55/100 na stronie Metacritic. Pozytywnie oceniono szybką akcję, a skrytykowano zachowanie przeciwników i długość gry. Greg Mueller pochwalił siłę rzucanych czarów i radość jaką z tego czerpał, a także możliwość niszczenia otoczenia. Negatywnie wyraził się o powtarzalnej rozgrywce i przeciętnej oprawie graficznej. Erik Brudvig z IGN stwierdził „W czasach gdy gracze chcą doświadczyć nowej generacji, Cavia stworzyła grę która wygląda jakby była wydana na PlayStation”.
Sprzedano ponad 27 tysięcy egzemplarzy gry.